# Ferrovia Lucca-Pontedera
La ferrovia Lucca-Pontedera è stata una linea ferroviaria non elettrificata a scartamento ordinario che collegava la stazione di Pontedera, sulla ferrovia Leopolda, a quella di Lucca, sulla ferrovia Firenze-Viareggio. Danneggiata in seguito agli eventi bellici nel 1944, la linea non fu mai ricostruita e venne definitivamente dismessa nel 1958.
Nel 2022 la Regione Toscana ha stanziato 95.000 euro per la progettazione della trasformazione della linea in pista ciclabile.

## Storia

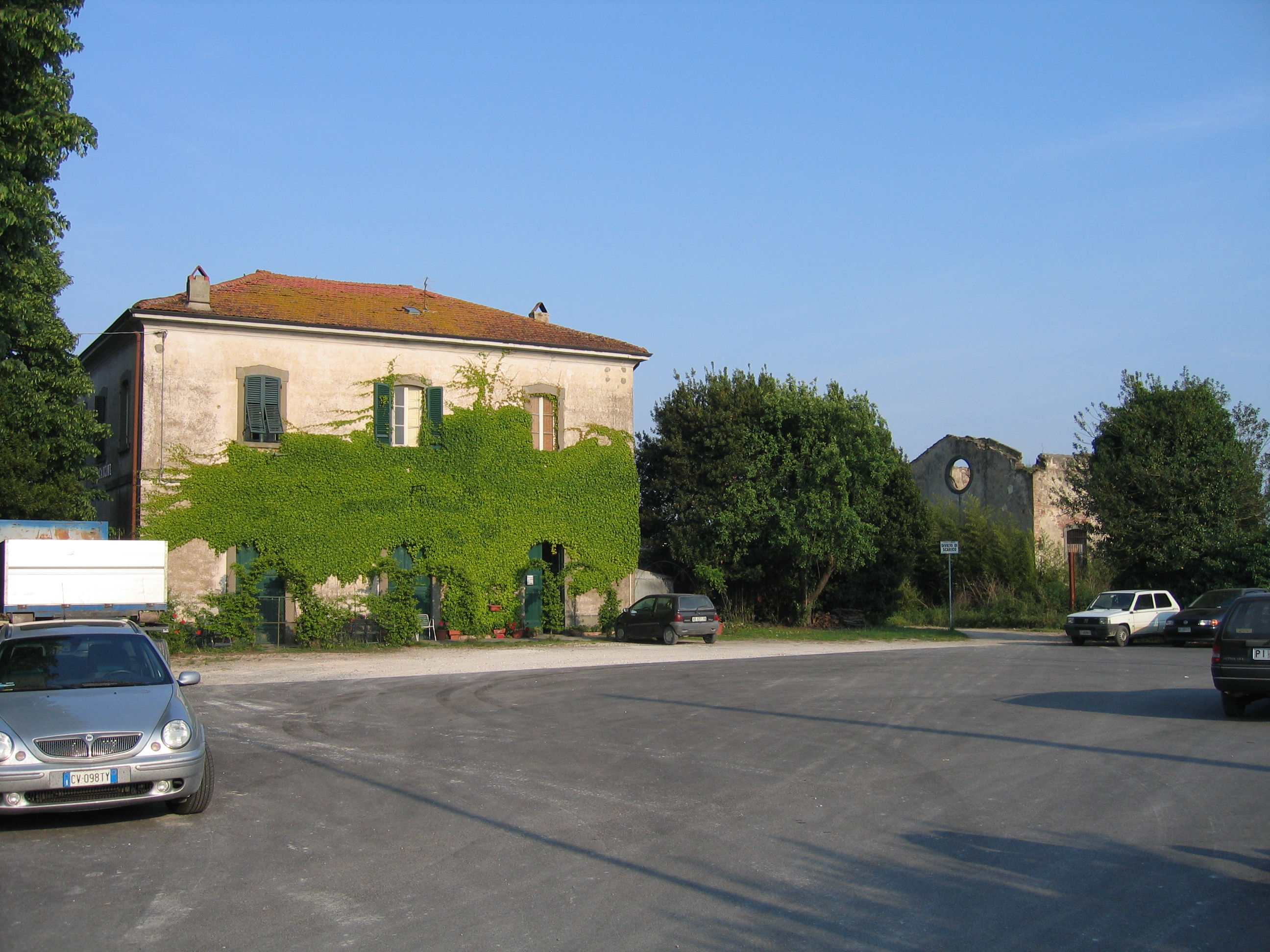
Buti-Cascine, i fabbricati di stazione e la radice sud del piano di stazione alla progressiva 16+672

### Progetto
Fino al XIX secolo gli scambi commerciali tra il Valdarno pisano e Lucca avvenivano tramite il lago di Bientina, un esteso lago situato in una depressione adiacente al Monte Pisano. Nel 1859, il granduca di Toscana Leopoldo II dispose la bonifica del lago, interrompendo di fatto la più importante via di comunicazione tra Lucca e il Valdarno Inferiore; da subito si cominciò a pensare di riconnettere le due zone, ipotizzando la costruzione di una ferrovia che da Lucca raggiungesse Pontedera per poi proseguire in direzione di Volterra e Cecina, attraversando la valle del fiume Era.
Lo sviluppo industriale di Pontedera e il fiorente commercio della zona un tempo occupata dal lago di Bientina spinsero sempre di più verso la creazione di una nuova ed efficiente via di comunicazione che attraversasse l'area, ma l'opposizione di Pisa e Firenze rimandò di svariati anni la realizzazione dell'opera, di cui si tornò a parlare solo nel XX secolo. Il 21 dicembre 1903 il Consiglio Provinciale di Pisa approvò finalmente la realizzazione della linea; il progetto fu curato dall'ingegnere Anselmo Ciappi e venne approvato anche dal Consiglio Provinciale di Lucca, ma la scelta dell'impresa da appaltare, poi individuata nella ditta Saverio Parisi, si protrasse fino al 1914, quando lo scoppio della prima guerra mondiale sospese la costruzione di tutte le opere pubbliche.

### Costruzione ed esercizio
Al termine del conflitto, nel 1919 l'allora ministro dei Lavori Pubblici Ivanoe Bonomi decretò la costruzione della tratta Lucca-Pontedera. Con il Decreto Reale n. 694 dell'11 maggio 1920 furono stanziate circa 30 milioni di lire per la realizzazione dell'opera, che fu avviata due anni dopo, nel maggio 1922, sotto la direzione degli ingegneri Guido Giannotti e Sergio Sighieri. La ferrovia Lucca-Pontedera, lunga 25,3 km, fu ultimata nel 1926, mentre l'inaugurazione avvenne nel 1928; come avveniva per la maggior parte delle opere realizzate nel ventennio fascista, quale data fu scelto il giorno 28 ottobre, anniversario della Marcia su Roma.
La linea riscosse un buon successo soprattutto in termini di passeggeri trasportati. Il servizio era espletato con l'ausilio di treni omnibus fino al 1938, quando sulla linea iniziarono a circolare automotrici Aln 56 e Aln 556. I tempi di percorrenza dell'intero tragitto superavano i 60 minuti al momento dell'apertura della linea, ma con l'entrata in servizio delle automotrici si ridussero a 35 minuti. La ferrovia Lucca-Pontedera doveva diventare un'arteria fondamentale del trasporto su rotaia nel centro-nord Italia, ma l'idea di un prolungamento della linea fino alla stazione di Saline di Volterra, sulla ferrovia Cecina-Volterra, tramontò definitivamente insieme all'ipotesi di proseguire la ferrovia verso nord fino a raggiungere Modena: tutto ciò non permise alla linea di esprimere il suo pieno potenziale

### Chiusura

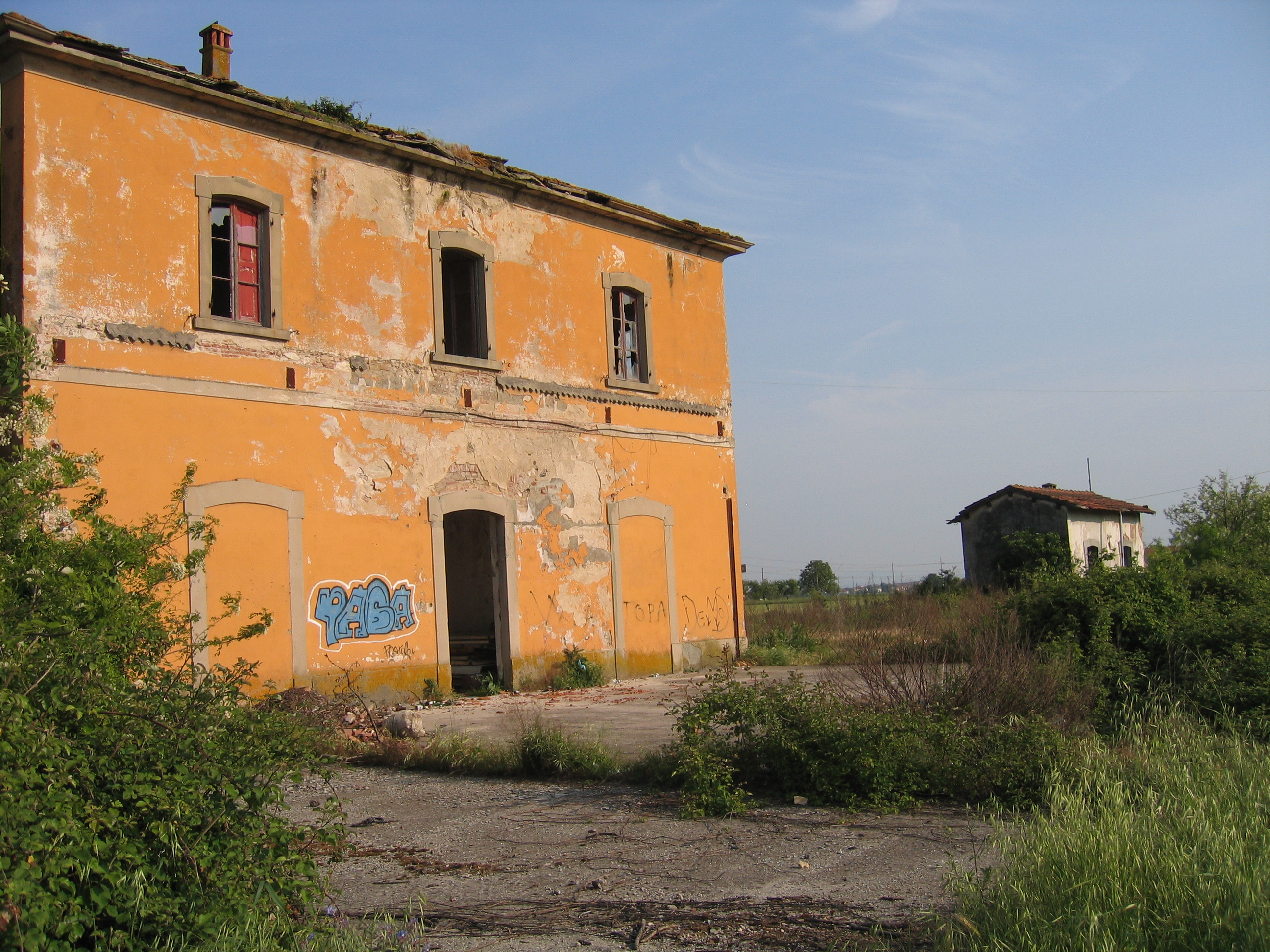
Vicopisano-Bientina, il fabbricato della stazione ed un edificio accessorio alla progressiva 19+619

Durante la seconda guerra mondiale la ferrovia si rivelò uno snodo di grande rilevanza logistica per i tedeschi, tanto che per questo fu presa di mira dagli alleati e pesantemente danneggiata nel corso del 1944. All'indomani della fine della guerra la ferrovia era stata praticamente rasa al suolo: i ponti, in particolare quello sull'Arno, erano stati abbattuti, molte stazioni dovevano essere ricostruite e gran parte del tracciato era andato distrutto. Dapprima sembrò che la linea fosse destinata a riprendere la sua attività, ma i lavori di ricostruzione, subito avviati, furono bruscamente interrotti per concentrare le risorse in altre linee ferroviarie.
Il notevole incremento del trasporto su gomma a scapito di quello su rotaia, già iniziato negli anni anteguerra, spinse infine le istituzioni a rinunciare ad investire in quello che fu considerato un "ramo secco". La soppressione della linea fu disposta dal ministro dei Trasporti Armando Angelini in data 14 ottobre 1958, con il decreto presidenziale n. 1037; successivamente la ferrovia Lucca-Pontedera venne smantellata.

## Ipotesi di una sua ricostruzione
Nei primi anni duemila la Regione Toscana, in un'ottica di sviluppo del trasporto pubblico regionale, ipotizzò la ricostruzione della linea, poi non concretizzatasi, in alternativa al raddoppio del tratto Pistoia-Lucca della ferrovia Firenze-Viareggio, prevedendo di inaugurare una relazione Firenze-Empoli-Pontedera-Lucca, con tempi di percorrenza di circa un'ora.

## Caratteristiche
La linea si estendeva per 25,3 km, era a binario semplice non elettrificato. Non è mai stata attrezzata con impianti tecnologici quali apparati di blocco in linea e apparati centrali nelle stazioni.

### Percorso
| Unknown route-map component "CONTgq" | Unknown route-map component "STR+r" |  |

| Station on track |

|  | Unknown route-map component "xABZgl" | Unknown route-map component "CONTfq" |

|  | Unknown route-map component "exABZgl" | Unknown route-map component "exKINTeq" |

| Unknown route-map component "exSKRZ-Au" |

| Unknown route-map component "exBHF" |

| Unknown route-map component "WCONTfaq" | Unknown route-map component "exhKRZWae" | Unknown route-map component "WCONTgeq" |

| Unknown route-map component "exHST" |

| Unknown route-map component "exBHF" |

| Unknown route-map component "exBHF" |

|  | Unknown route-map component "exSHI2gl" | Unknown route-map component "exBS2c3" |

|  | Unknown route-map component "exSHI2g+l" | Unknown route-map component "exBS2c4" |

| Unknown route-map component "WCONTfaq" | Unknown route-map component "exBRK!" | Unknown route-map component "WCONTgeq" |

| Unknown route-map component "exHST" |

| Unknown route-map component "exBHF" |

| Unknown route-map component "WCONTfaq" | Unknown route-map component "exhKRZWae" | Unknown route-map component "WCONTgeq" |

| Unknown route-map component "exBHF" |

| Unknown route-map component "exBHF" |

| Unknown route-map component "WCONTfaq" | Unknown route-map component "exhKRZWae" | Unknown route-map component "WCONTgeq" |

| Unknown route-map component "uexCONTgq" | Unknown route-map component "exmKRZ" | Unknown route-map component "uexCONTfq" |

| Unknown route-map component "CONTgq" | Unknown route-map component "xABZg+r" |  |

| Station on track |

|  | One way leftward | Unknown route-map component "CONTfq" |

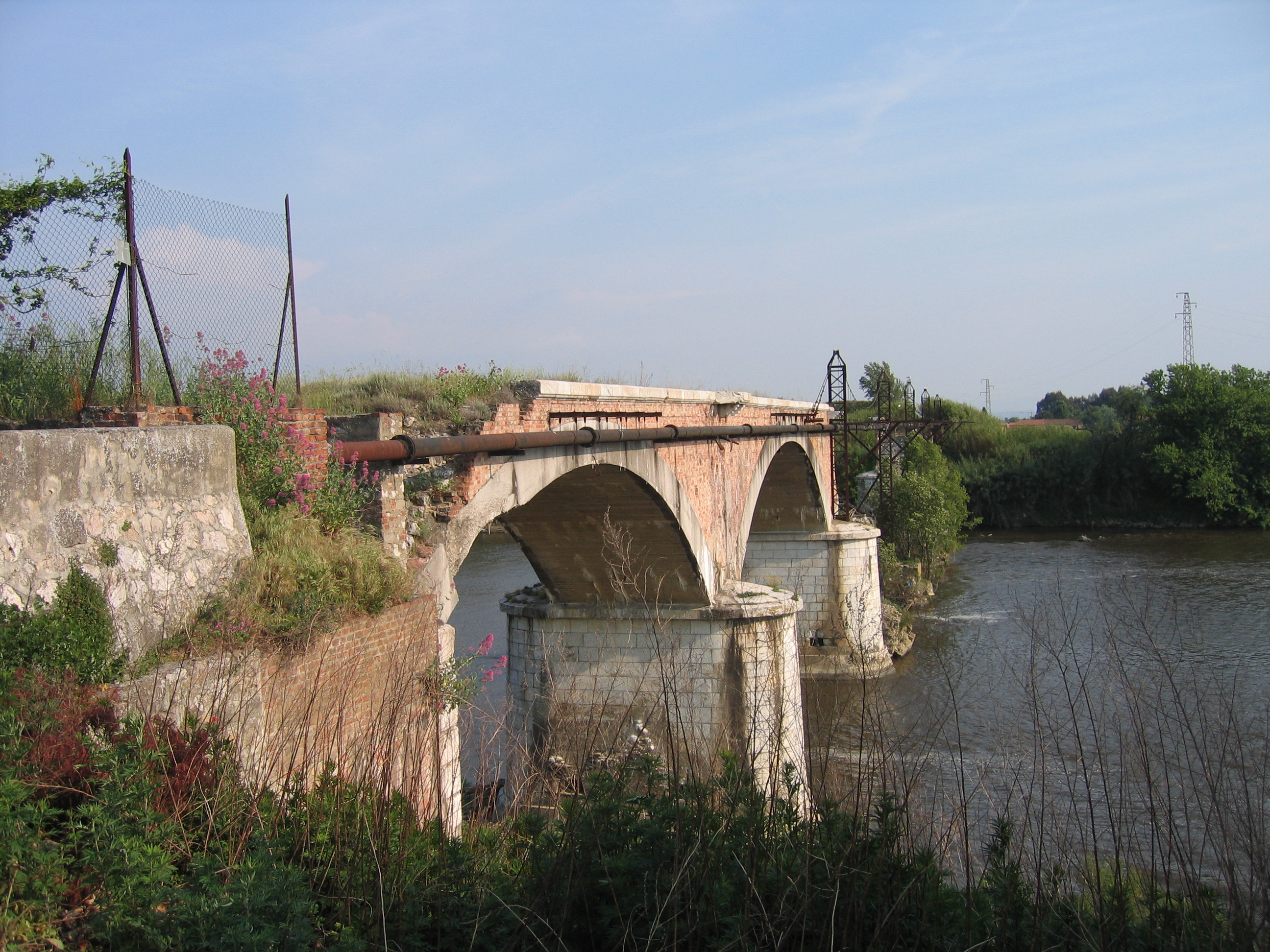
Calcinaia, i ruderi del ponte sull'Arno alla progressiva 22+232

Il tracciato della ferrovia aveva inizio presso la stazione di Lucca: dopo aver affiancato la ferrovia Firenze-Viareggio per circa un chilometro in direzione di Firenze, la linea voltava verso sud-est, attraversava la zona industriale lucchese e si dirigeva verso Pieve di Compito. Qui la ferrovia volgeva ancor più verso sud e, dopo aver seguito per diversi chilometri il confine occidentale dell'antico lago di Bientina, raggiungeva la stazione di Buti-Cascine; dopodiché, la linea piegava prima verso ovest e poi di nuovo verso est, si avvicinava alla ferrovia Leopolda e la affiancava per circa 500 metri prima di immettersi nella stazione di Pontedera.
Durante il suo tragitto la ferrovia scavalcava diversi fiumi, tra cui il Canale Imperiale e l'Arno; quest'ultimo veniva superato presso Calcinaia per mezzo di un ponte a sei archi a sesto ribassato di 21,5 metri di luce ciascuno. Degna di nota è anche la galleria subalvea costruita nei pressi di Castelvecchio di Compito, che permetteva alla linea di sottopassare il torrente Visona. Nel suo percorso la ferrovia superava oltre 50 passaggi a livello e, poco prima di raggiungere la stazione di Pontedera, intersecava a raso la tranvia Pisa-Pontedera/Calci.

### Reperti esistenti
Nonostante l'espansione urbanistica delle città un tempo attraversate dalla ferrovia (Pontedera e Bientina in primis) e la costruzione del Canale Scolmatore alle porte di Pontedera, che hanno cancellato alcuni tratti della linea, numerose opere e costruzioni ad essa collegate sono sopravvissute nel tempo e rendono tuttora riconoscibile il percorso della ferrovia. In particolare, percorrendo la viabilità della zona è possibile imbattersi in edifici ed opere quali:
- diversi tratti di massicciata ed alcuni elementi come spalle o basi di piloni di ponti, come quello sul Canale Imperiale;
- lunghi tratti di rilevato e in generale dell'antico sedime, in alcuni casi riutilizzato come strada rurale, la cui vegetazione disposta ai lati tradisce l'origine ferroviaria dei percorsi;
- stazioni, talvolta riqualificate come abitazioni private, bar o associazioni e spesso complete dei fabbricati accessori (magazzini merci, ritirate), nonché delle caratteristiche staccionate ferroviarie in cemento armato;
- caselli, in totale 10,[2] taluni abbandonati e diroccati, altri recuperati e riqualificati come abitazioni civili, che spesso riportano ancora l'indicazione della progressiva chilometrica della linea.

Lungo la linea sopravvivono alcuni tratti di rotaia; presso la stazione di Lucca è visibile il binario uscente, che affianca per circa 1 km la ferrovia Firenze-Viareggio per poi dirigersi in direzione di Pontedera. Sono altresì riconoscibili la galleria subalvea passante al di sotto del torrente Visona, perfettamente conservata, così come i resti del ponte sull'Arno, del quale rimangono in piedi due delle sei arcate: tali ruderi sono stati riutilizzati come appoggi per il passaggio di alcune tubature.
Il binario uscente dal lato della stazione di Pontedera è stato parzialmente rimosso per permettere la costruzione di un sottopasso stradale in sostituzione di un passaggio a livello sulla ferrovia Leopolda. Sopravvive un breve tratto di binario successivo a quello rimosso, che prima dei suddetti lavori veniva utilizzato per il ricovero di rotabili in attesa di dismissione o demolizione.

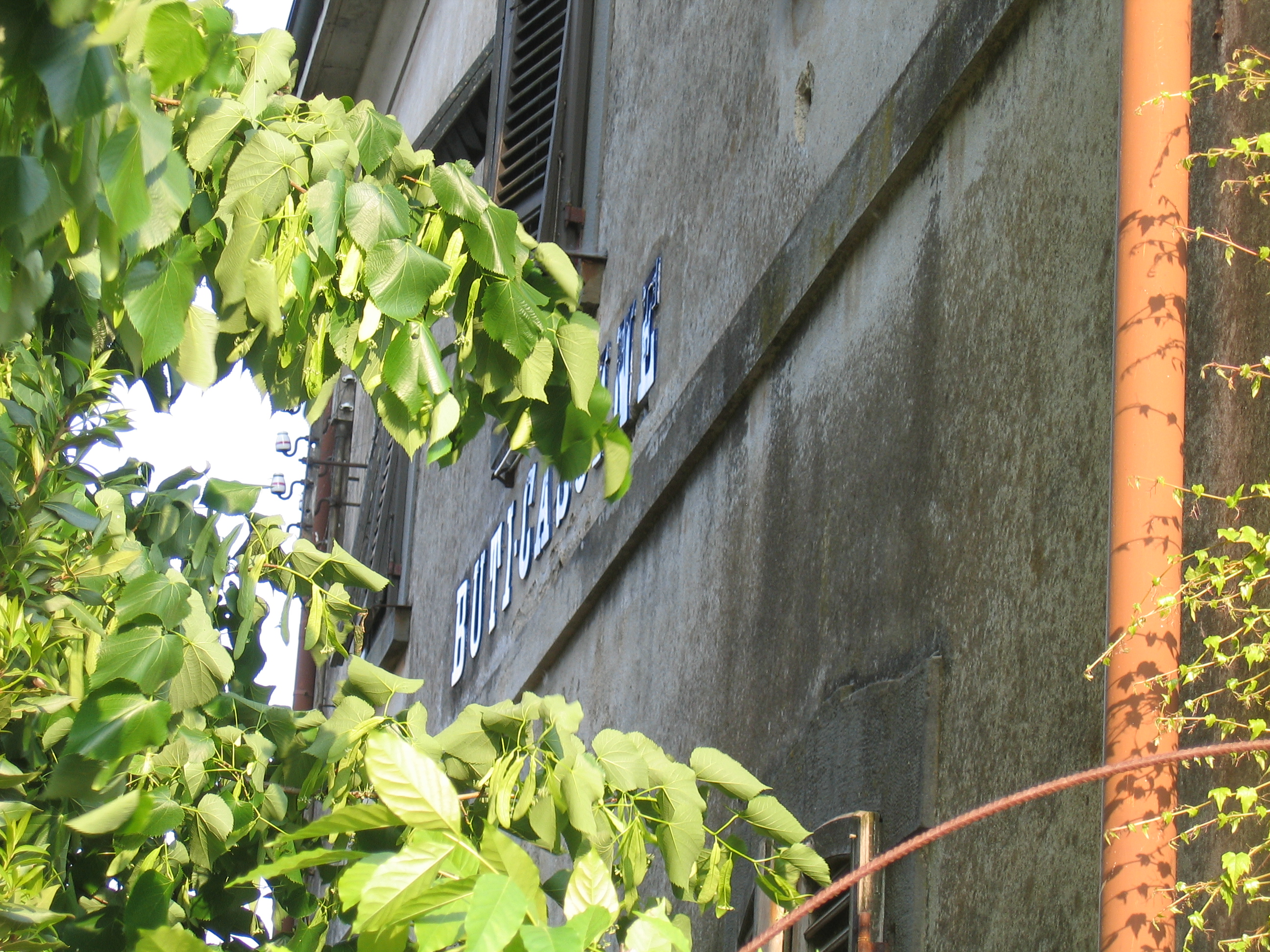
Dettaglio del fabbricato viaggiatori della stazione di Buti-Cascine (16+672)
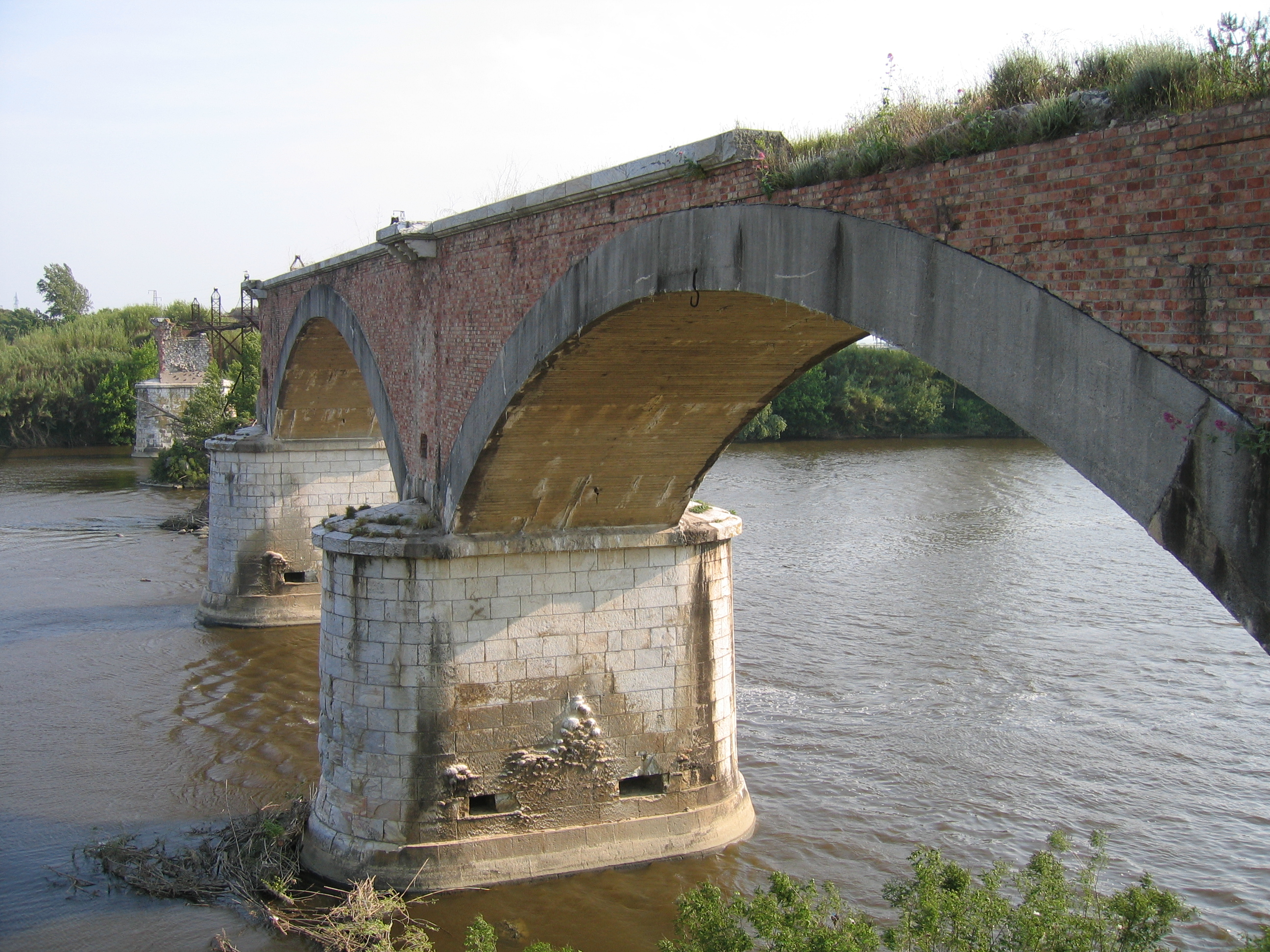
Un'altra prospettiva del ponte sull'Arno
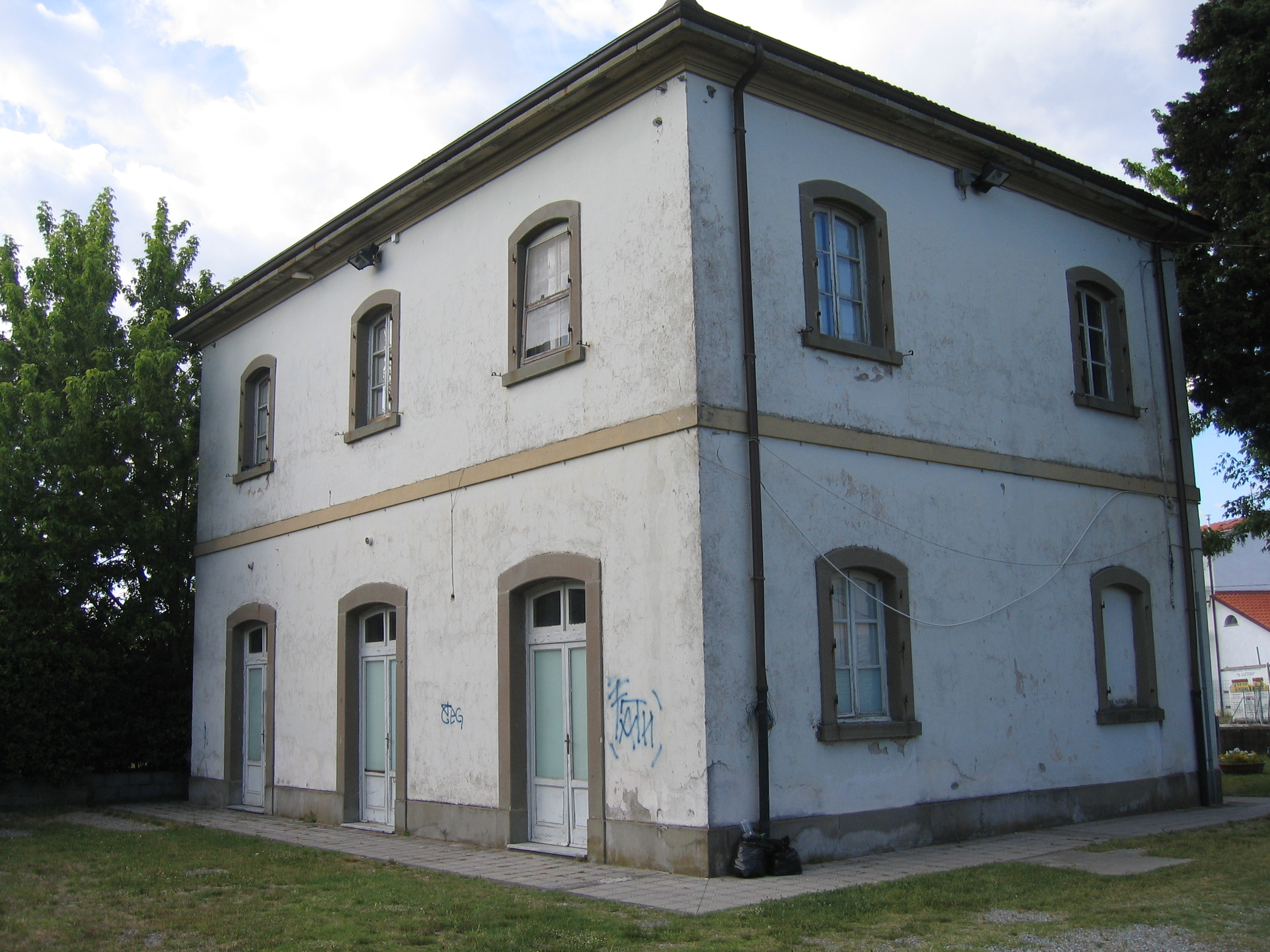
Il fabbricato viaggiatori della stazione di San Leonardo-Sant'Andrea, lato binari (6+533)
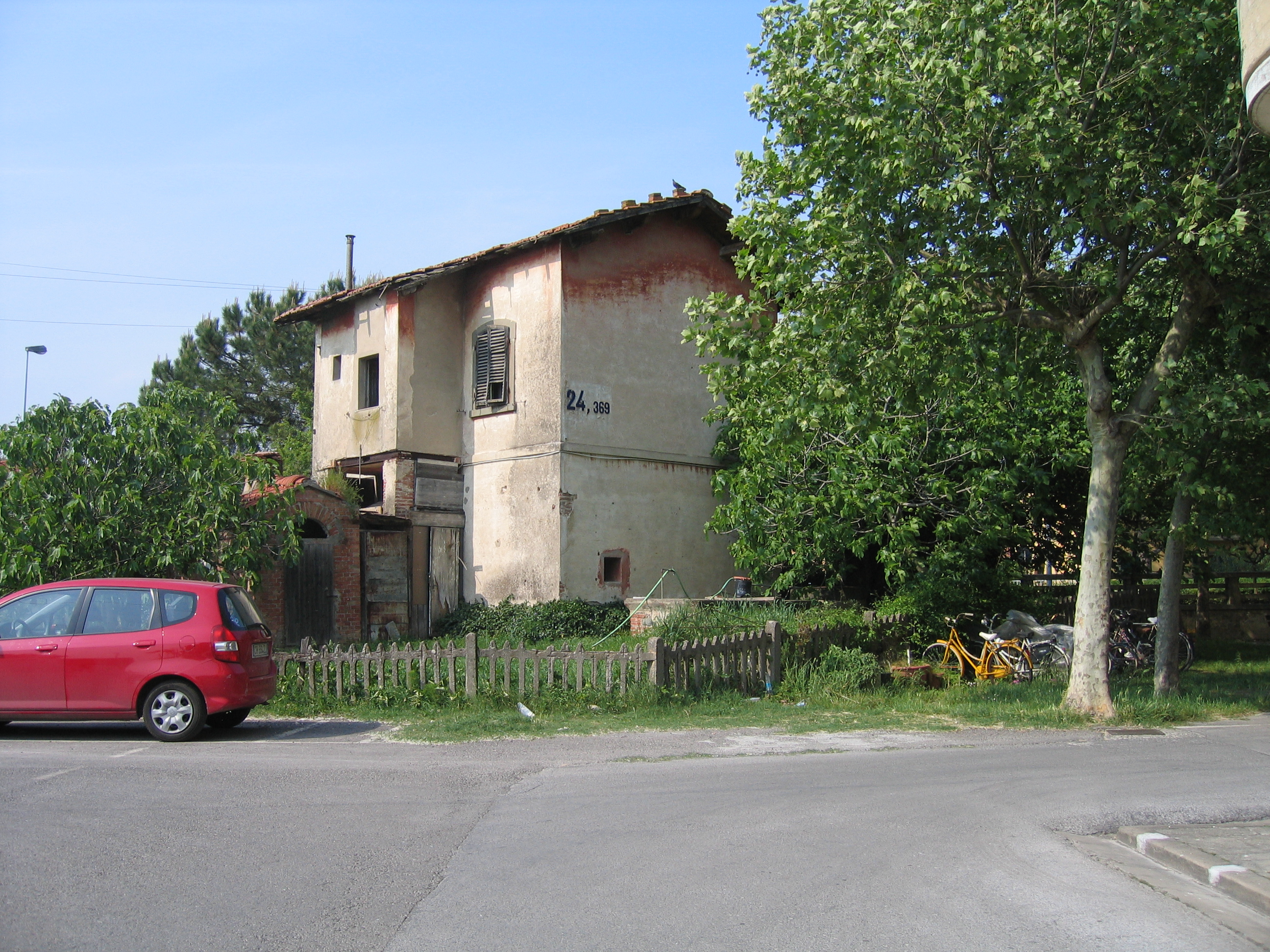
L'antico casello ferroviario all'altezza dell'intersezione con la tranvia per Pisa (24+369)

## Galleria d'immagini

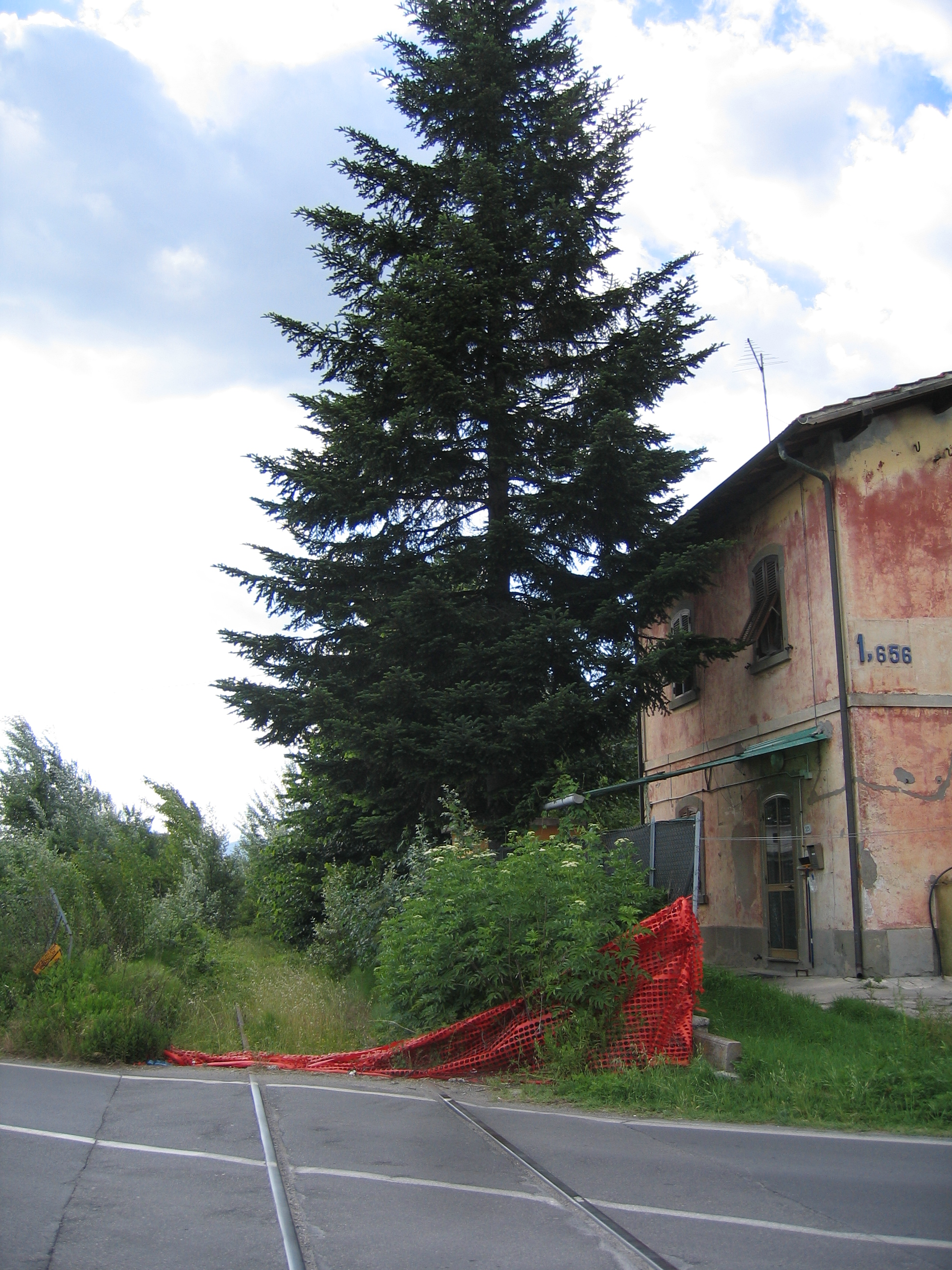
Passaggio a livello presso la zona industriale di Lucca
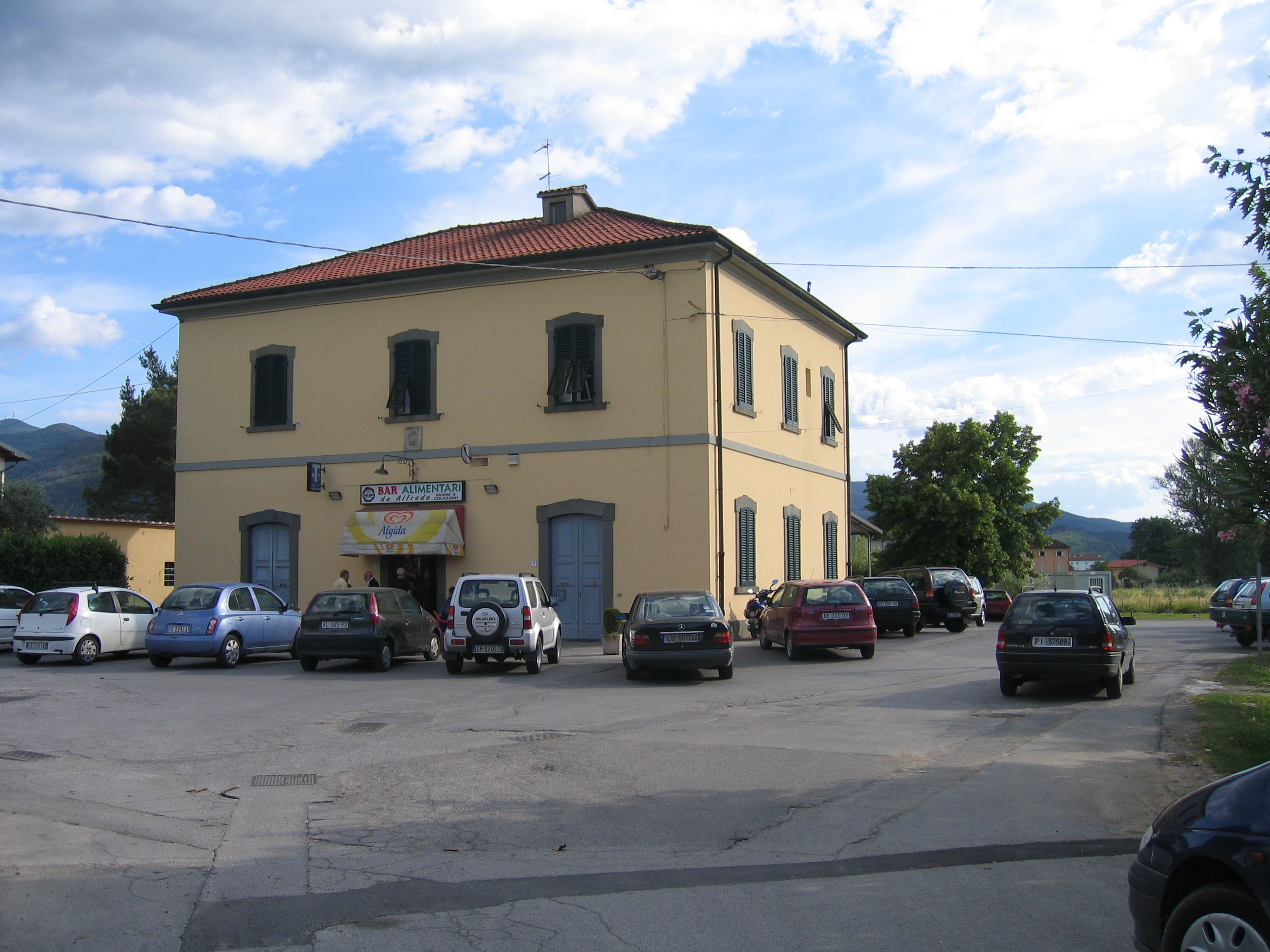
Stazione Toringo-Parezzana (3+113)
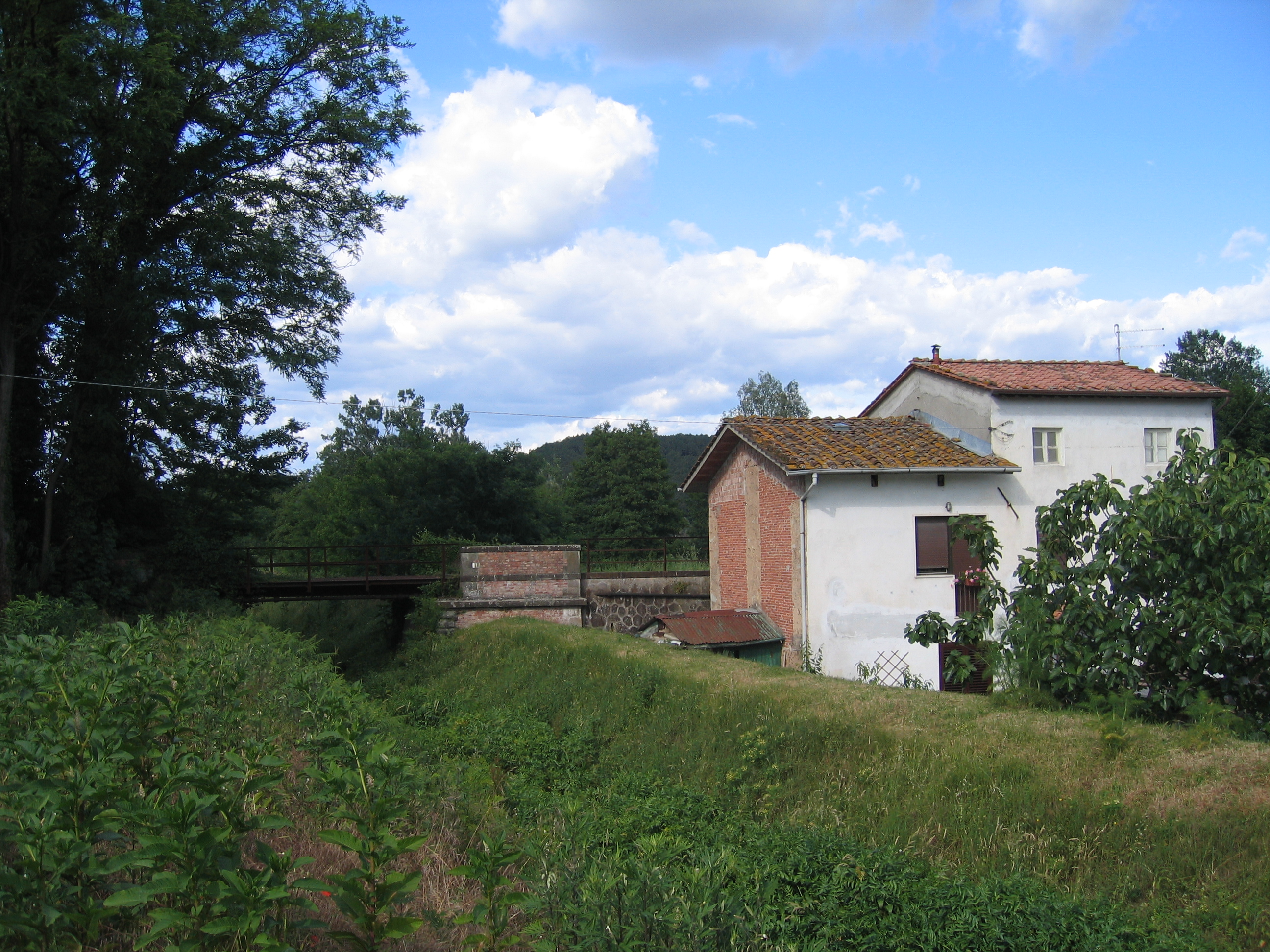
ponte sul Rio di Massa Macinaia (5+437)
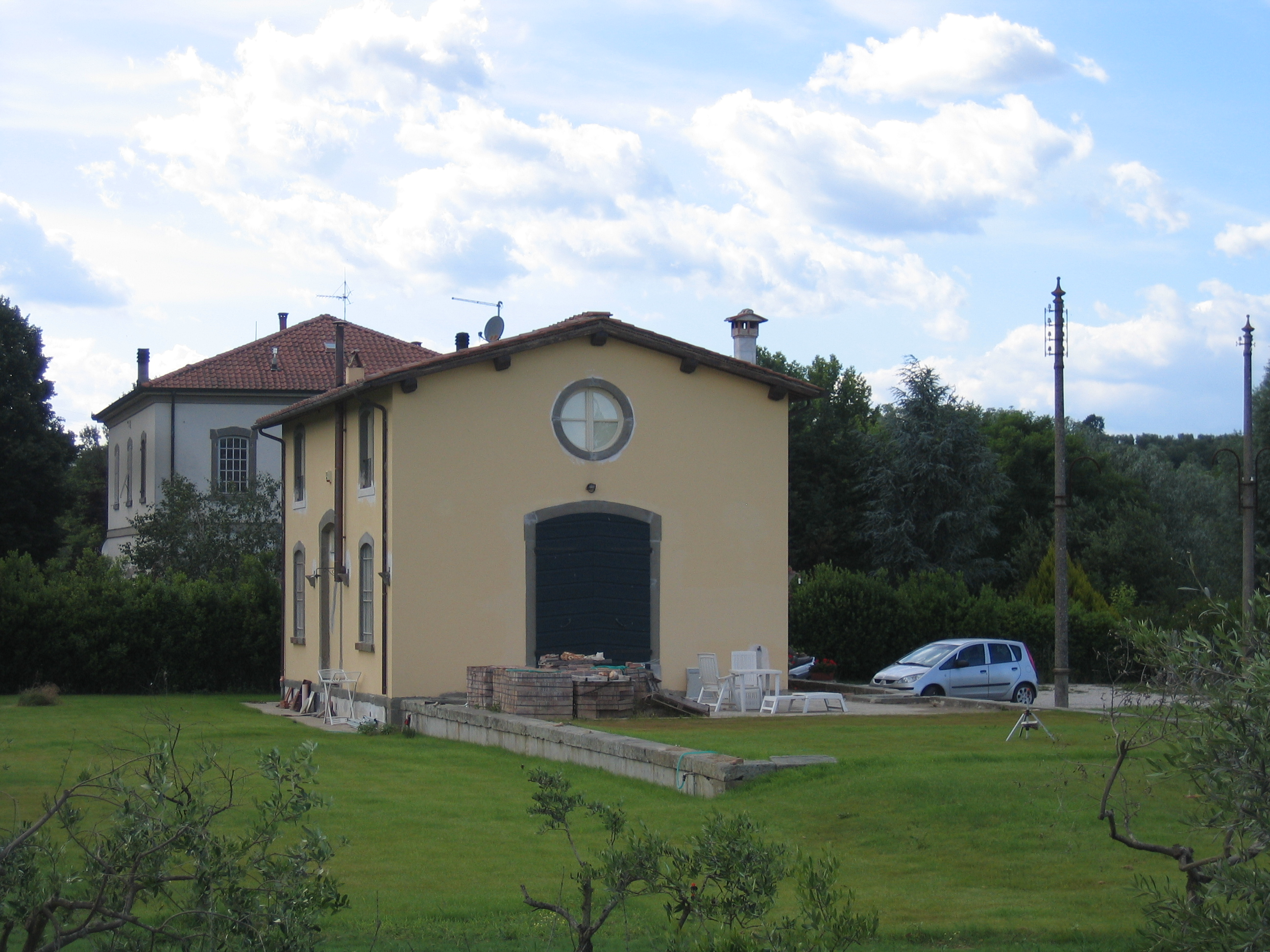
Stazione e magazzino merci S.Ginese-Pieve di Compito (8+759)
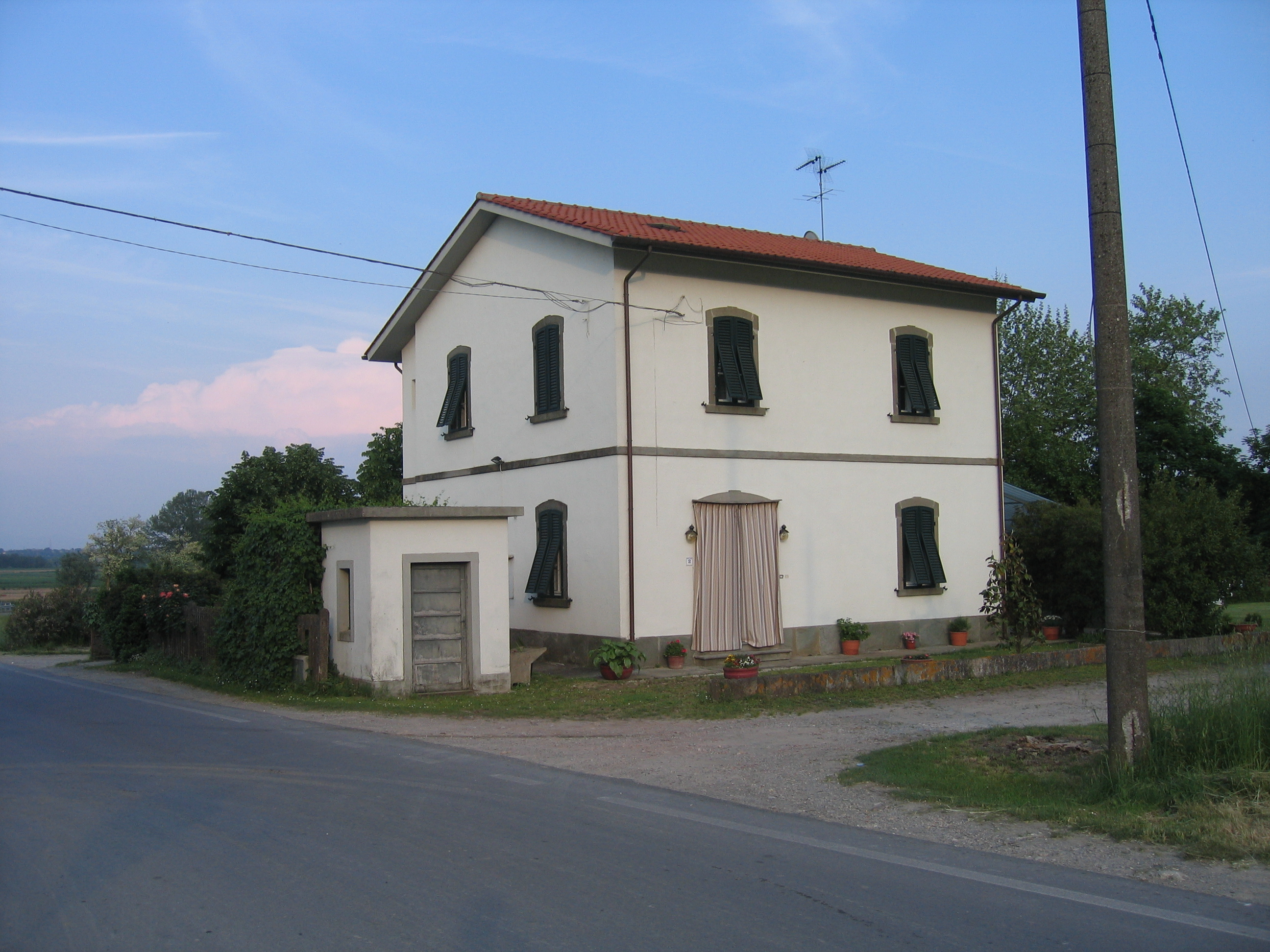
Colle di Compito, un casello poco a nord rispetto al confine fra le Province di Lucca e Pisa (13+391)
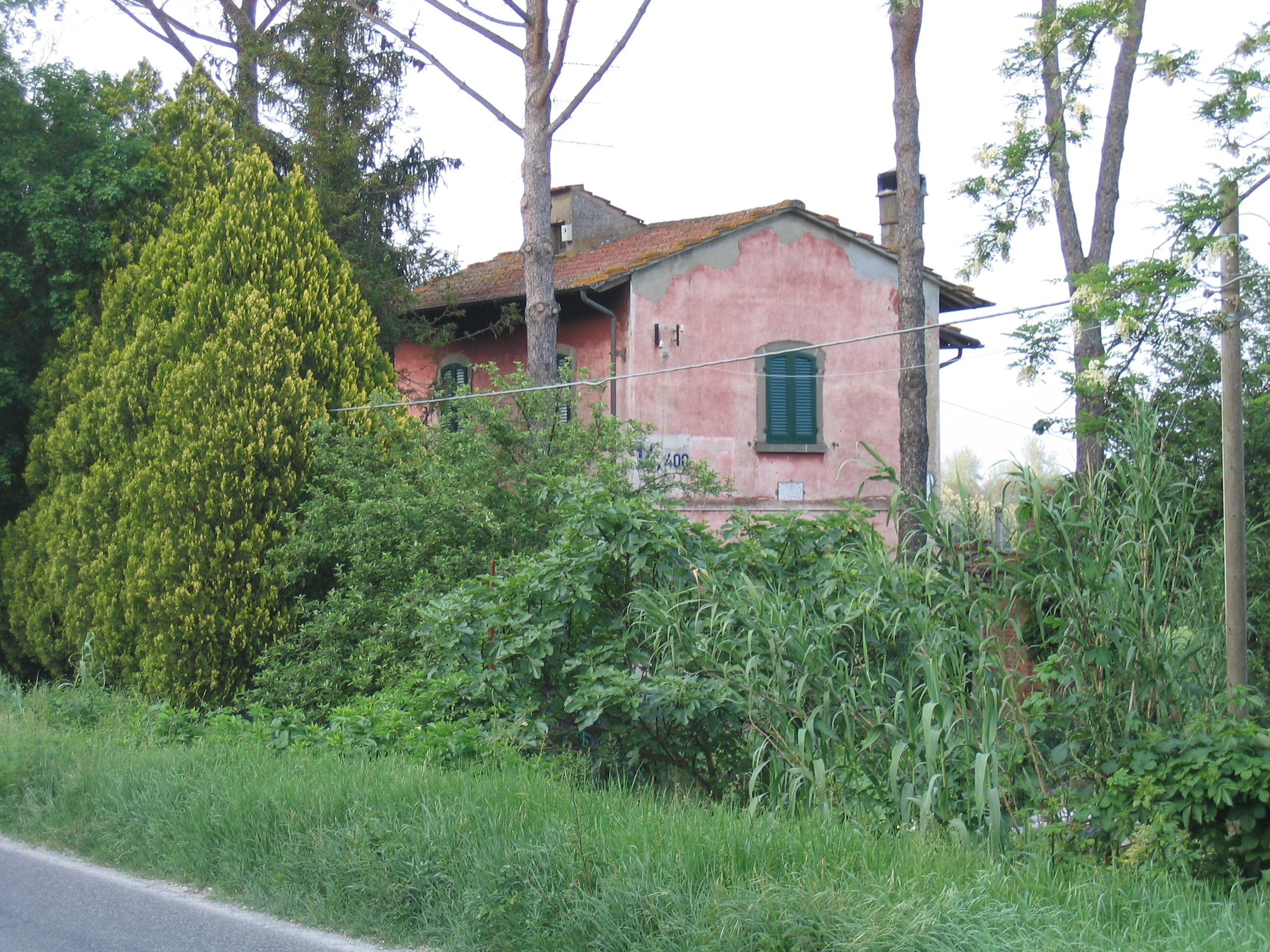
Alveo del Lago di Bientina, un tratto di rilevato ferroviario ed il casello alla progressiva 14+400
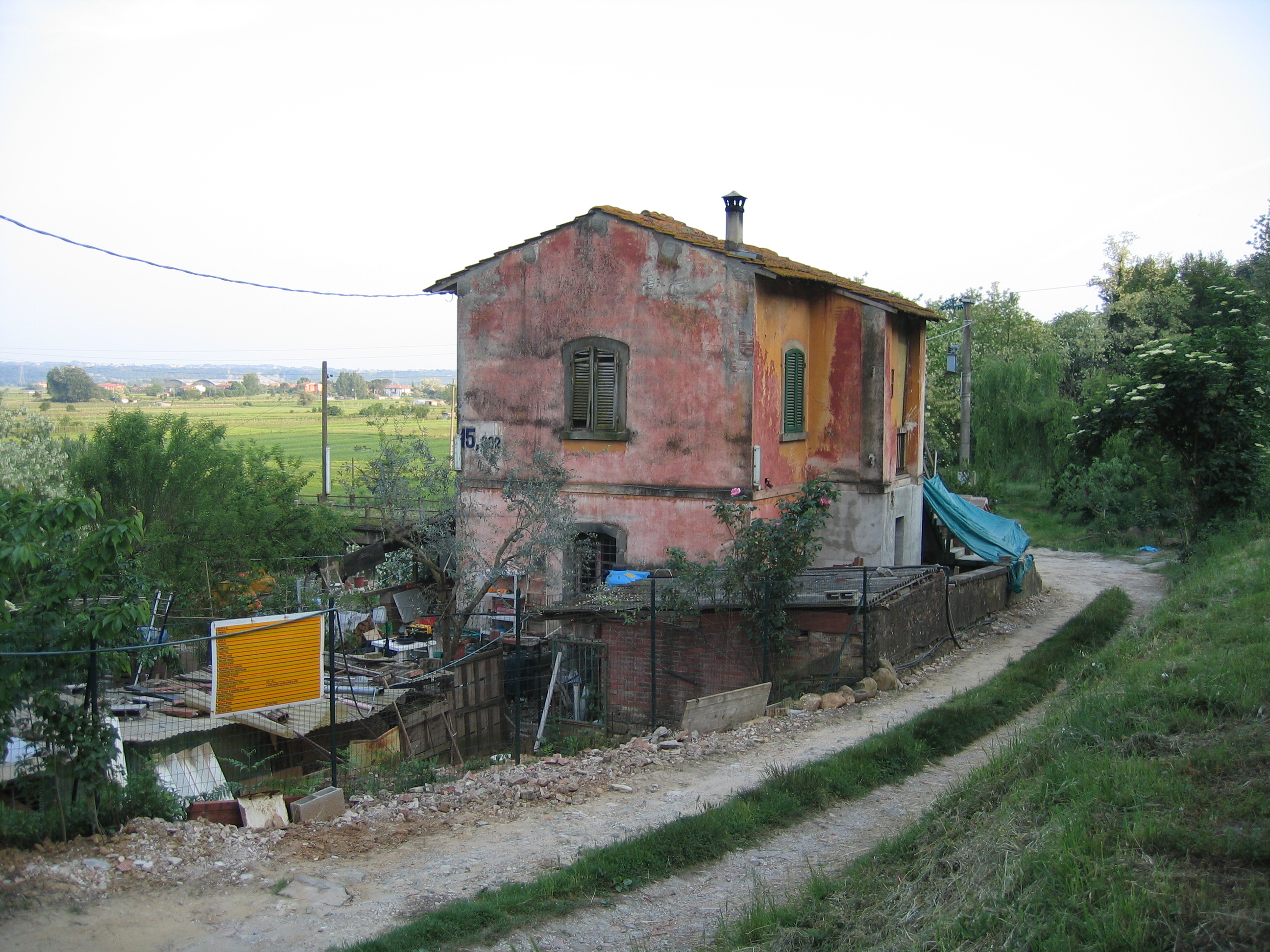
Alveo del Lago di Bientina, un tratto di rilevato ferroviario ed il casello alla progressiva 15+332
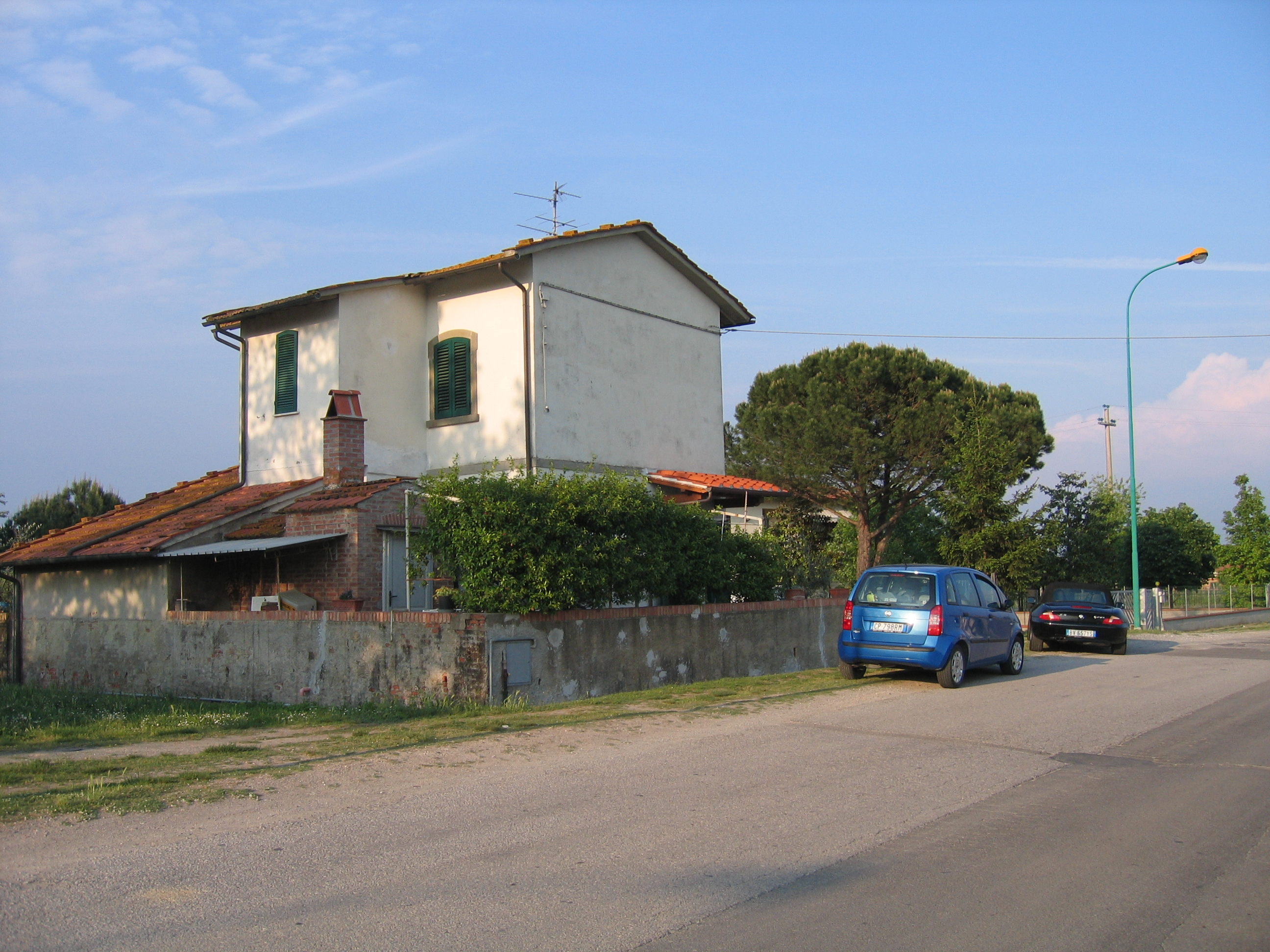
Cascine di Buti, un casello a nord dell’abitato ed il successivo tratto di sede ferroviaria (16+166)
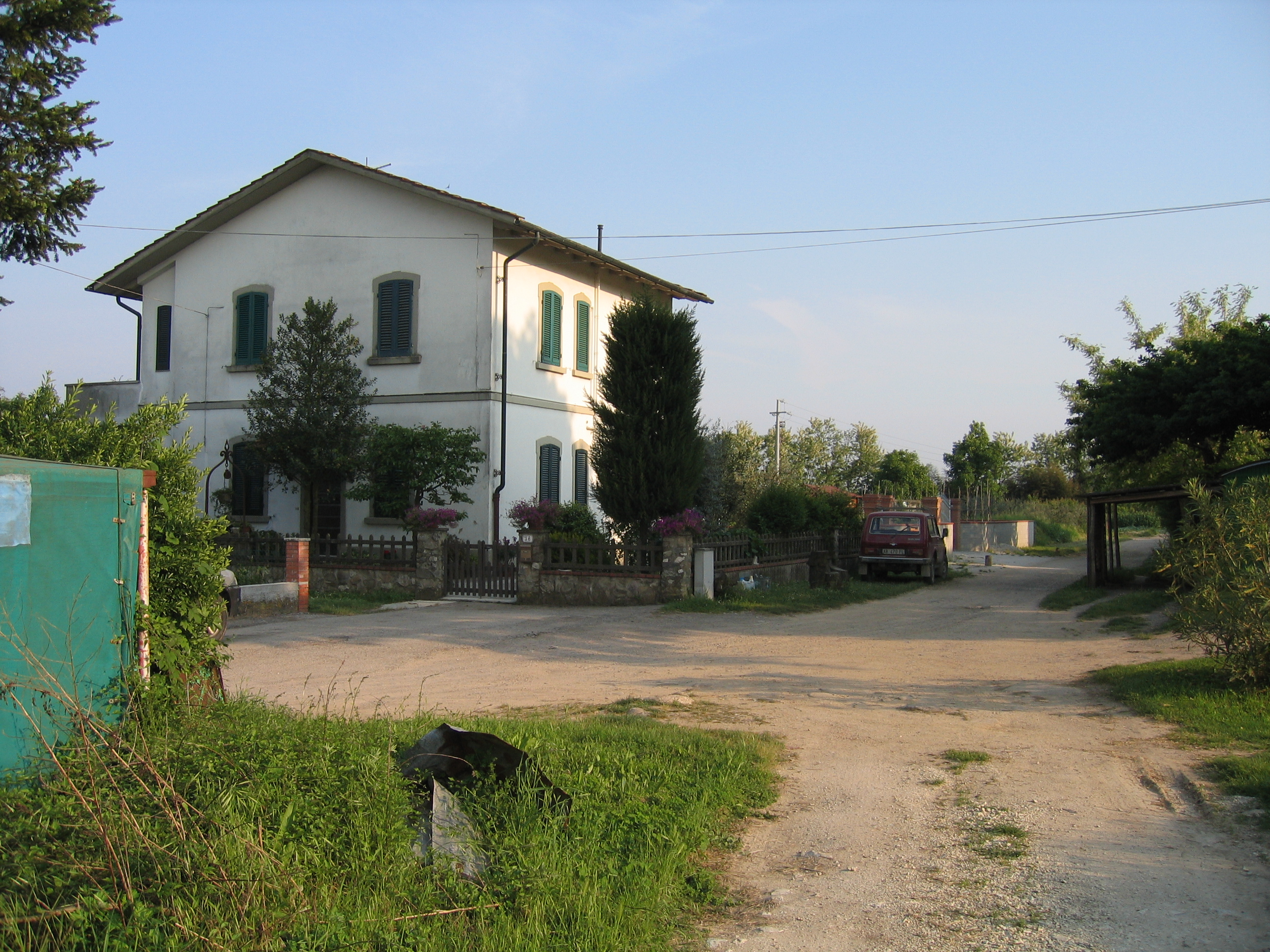
Cascine di Buti, il casello posto circa 500 m a sud della stazione (17+111)
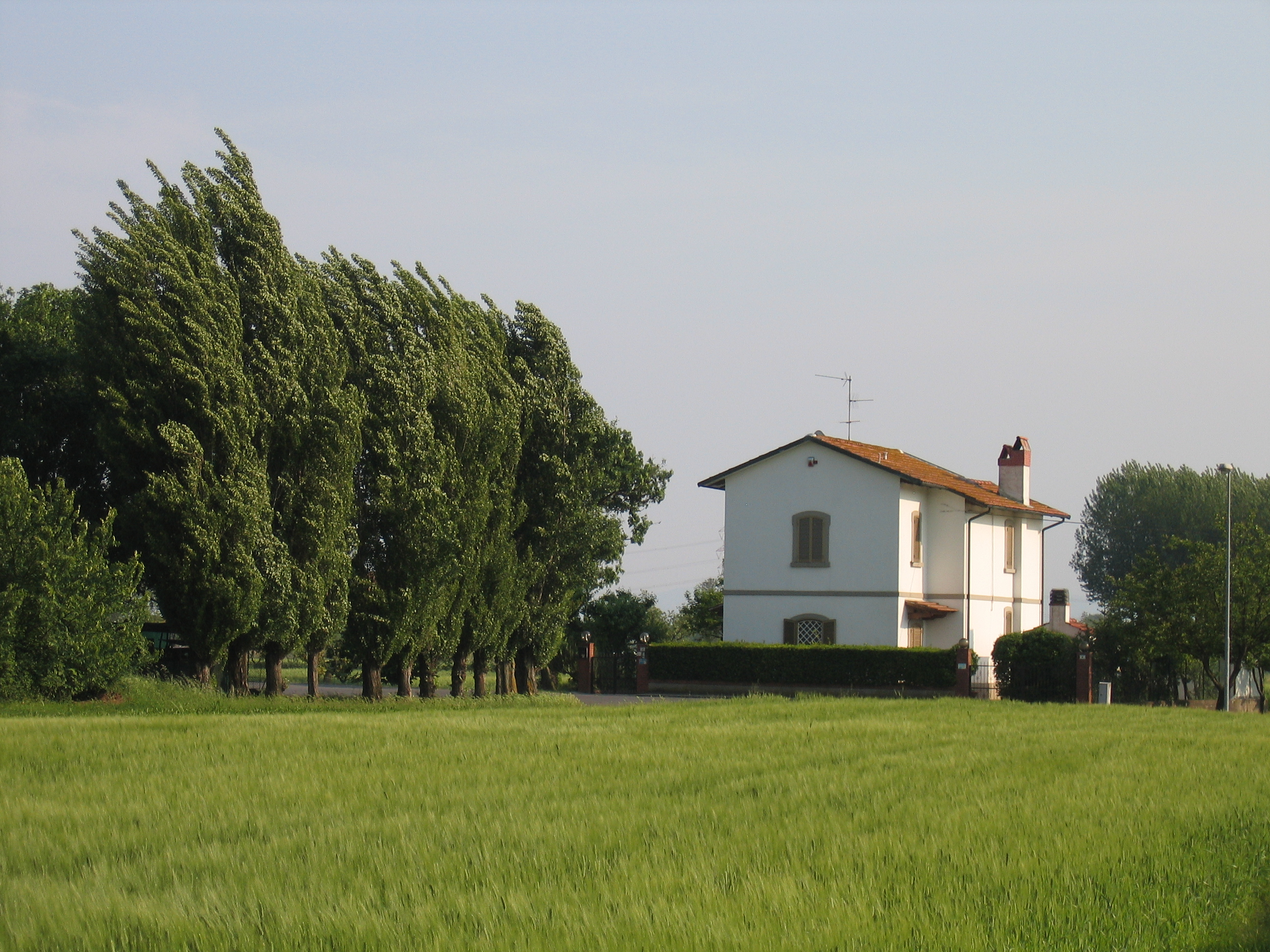
Bientina, un casello perfettamente restaurato ed abitato
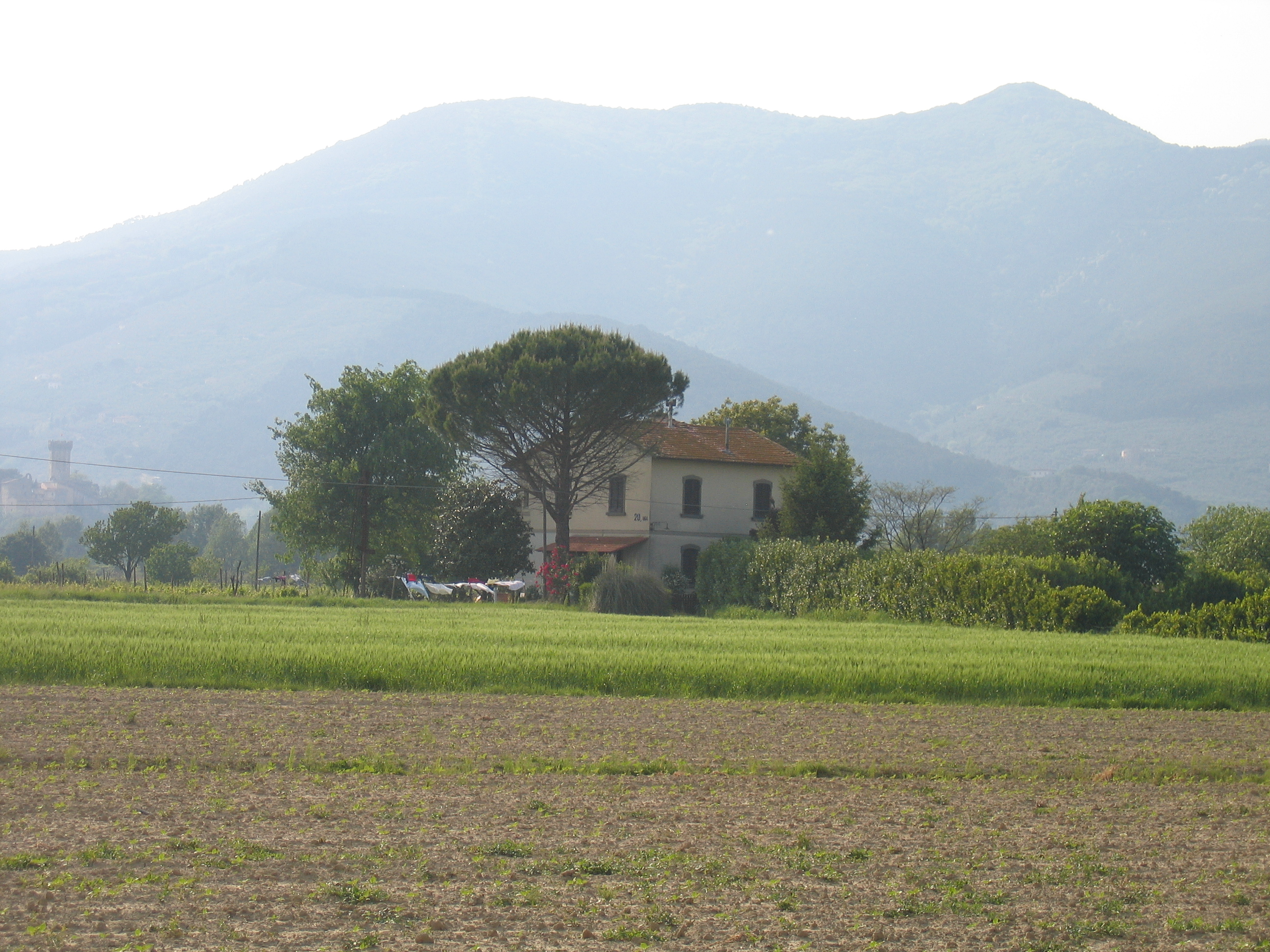
Calcinaia, un casello a nord della cittadina ed il tratto di sede ferroviaria
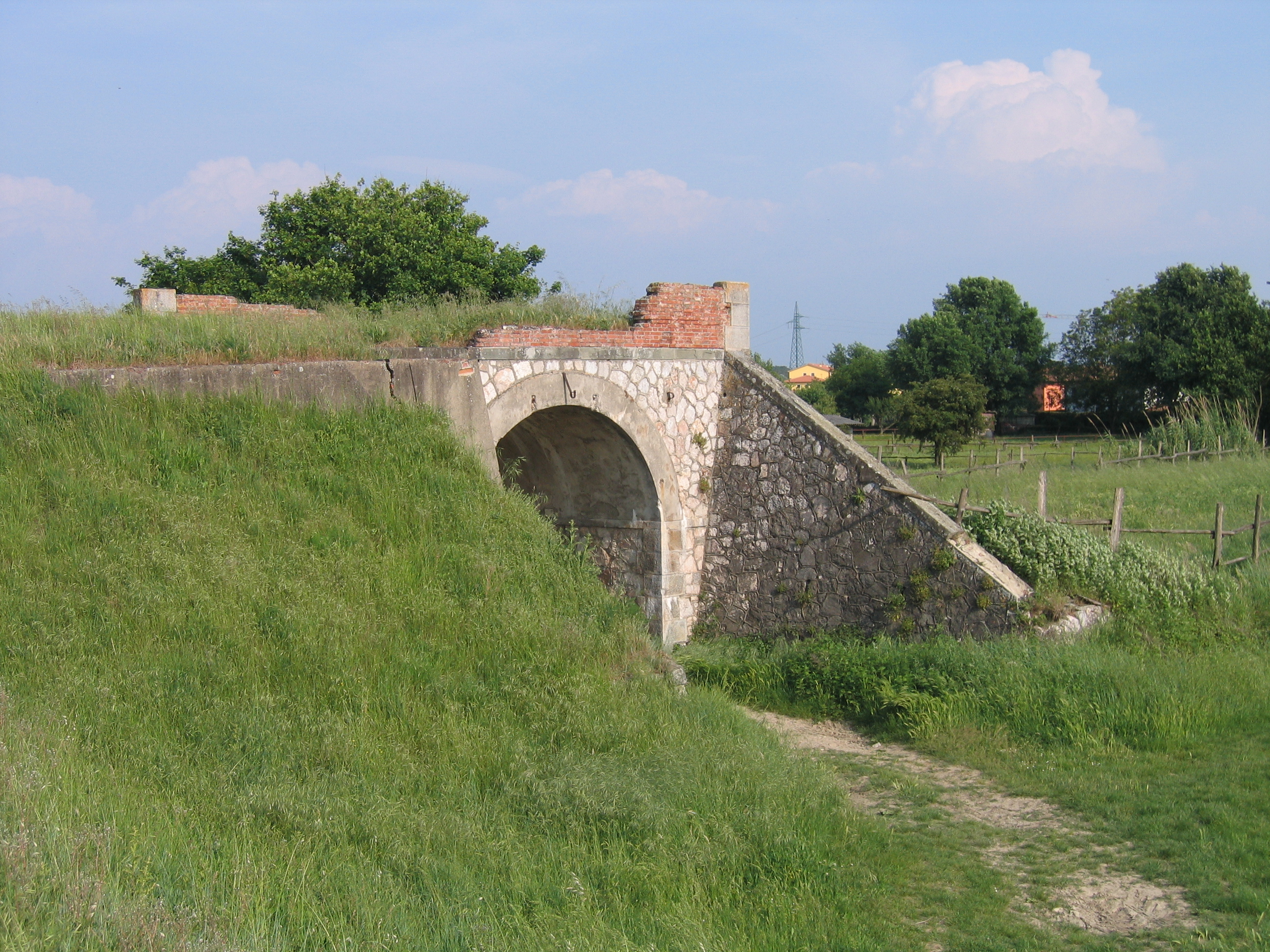
Calcinaia, la spalletta sud del ponte sull’Arno
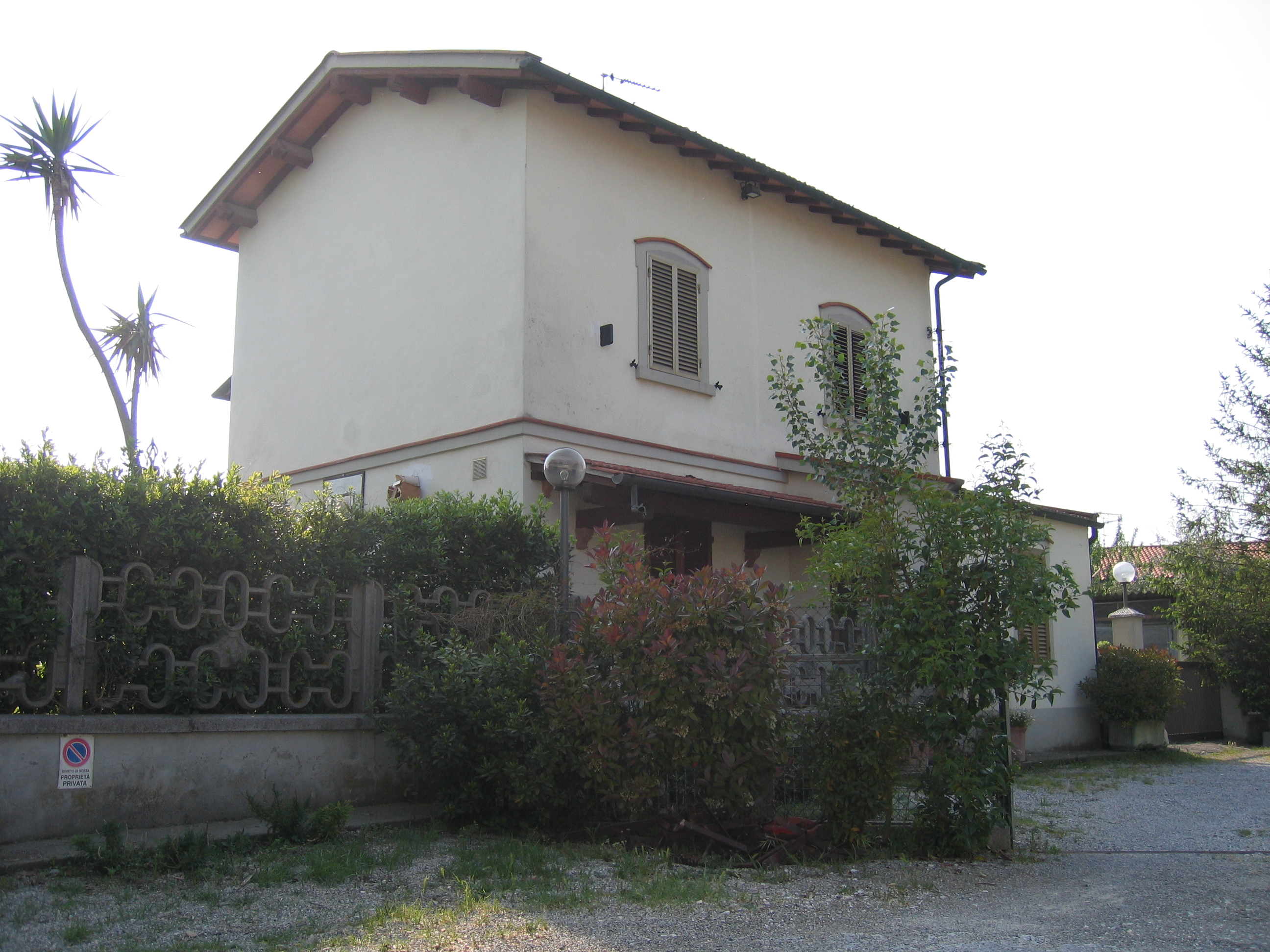
Pontedera, un casello nella zona industriale